# المجموعة الوطنية للطوابع البريدية
المجموعة الوطنية للطوابع البريدية هي مجموعة تضم ما يقرب من ستة ملايين طابع بريدي، وطوابع إيرادات، ومواد ذات صلة، مملوكة لحكومة الولايات المتحدة وتديرها مؤسسة سميثسونيان. تُحفظ المجموعة في المتحف البريدي الوطني، ويُعرض جزء منها في قسم معروضات طوابع البريد الوطنية بالمتحف. تُعد المجموعة الوطنية للطوابع البريدية من أكبر وأثمن مجموعات الطوابع في العالم، وهي، إلى جانب مجموعة المدير العام للطوابع البريدية، إحدى مجموعتين للطوابع البريدية تملكهما الولايات المتحدة.

## التاريخ

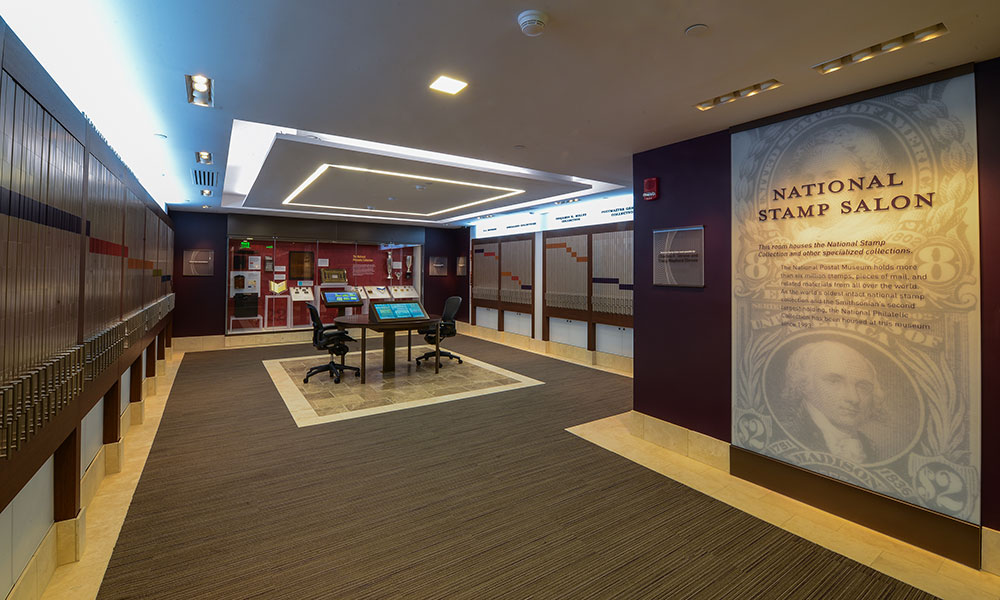
قسم معروضات الطوابع البريدية الوطنية

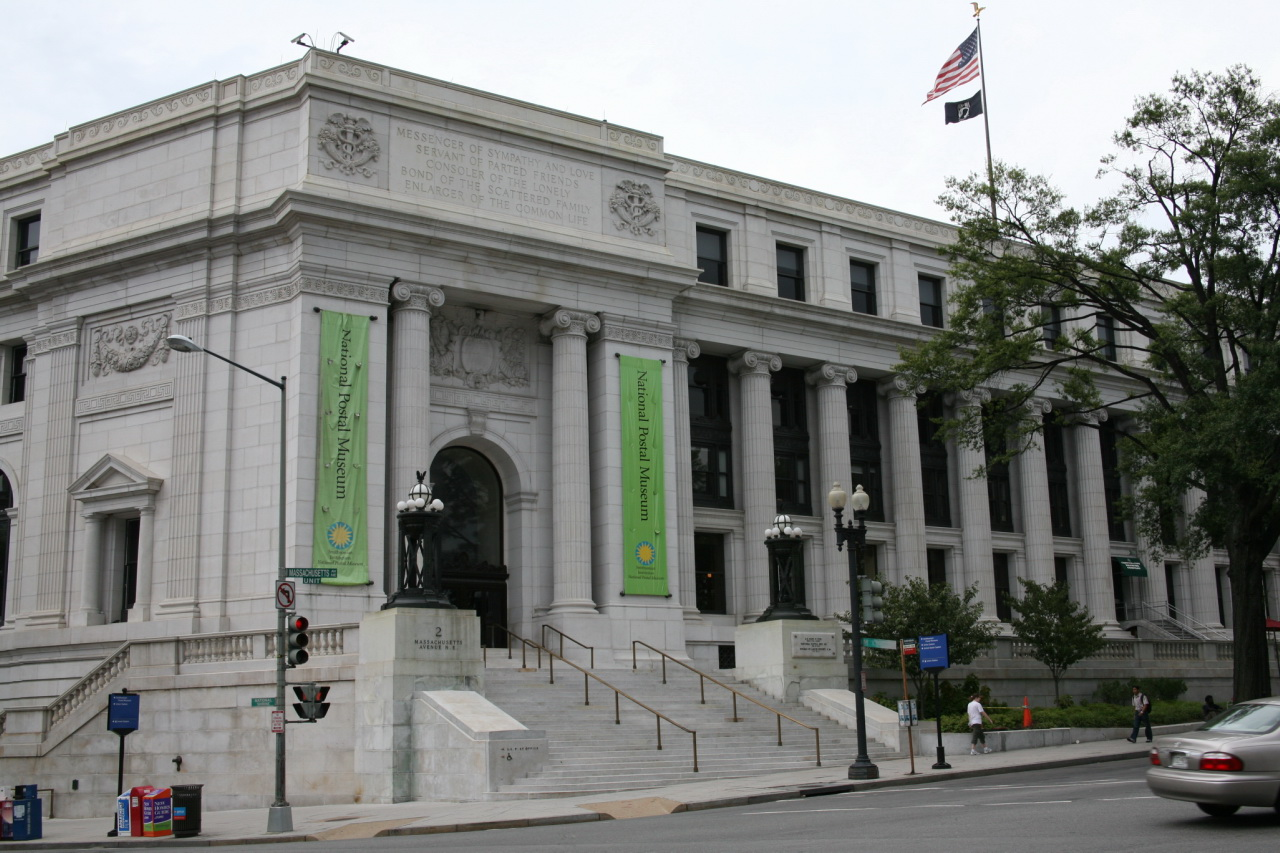
المتحف البريدي الوطني

تأسست المجموعة الوطنية للطوابع عام 1886، وكانت أول قطعة في المجموعة عبارة عن ورقة من طوابع الولايات الكونفدرالية. وتوسعت المجموعة لاحقًا من خلال نقل الطوابع من إدارة البريد الأمريكي والخدمة البريدية للولايات المتحدة، والهدايا من الحكومات الأجنبية، والوصايا من جامعي الطوابع من القطاع الخاص، والشراء المباشر للطوابع النادرة. تحتوي المجموعة الوطنية للطوابع على ما يقرب من ستة ملايين قطعة، وحوالي 4000 عينة من المجموعة معروضة للجمهور في صالون الطوابع الوطني في المتحف البريدي الوطني. إنها من بين أكبر وأثمن مجموعات الطوابع في العالم - ووفقًا لمؤسسة سميثسونيان - فهي "أكبر مجموعة متحفية سليمة باستمرار" على وجه الأرض. وهي أيضًا ثاني أكبر مجموعة من القطع الأثرية التي تحتفظ بها مؤسسة سميثسونيان، بعد مجموعة المتحف الوطني للتاريخ الطبيعي.
يتمتع عدد كبير من العينات في المجموعة الوطنية للطوابع بقيمة كبيرة، وفي عام 1986، رفض القائمون على المجموعة المشاركة في معرض أميريبكس 86 - وهو معرض في روزمونت، إلينوي، وصفته صحيفة لين ستامب نيوز بأنه "أحد أعظم معارض الطوابع الدولية على الإطلاق" - بعد أن رفض منظمو المعرض اشتراطهم بحفظ طوابع المجموعة تحت زجاج مضاد للرصاص، وتعيين قوة حراسة خاصة. في عام 2005، اشترت الولايات المتحدة ألبوم طوابع جمعها جون لينون في طفولتهِ لإضافته إلى المجموعة الوطنية للطوابع.

### الإدارة
كان هناك أحد عشر أمينًا على المجموعة الوطنية للطوابع. كان أول أمين، والذي كان يُلقب رسميًا آنذاك بـ"جامع الطوابع الحكومي"، هو جوزيف بريتون ليفي، الذي عُيّن عام 1913 للمساعدة في تنظيم المجموعة التي توسعت بسرعة بفضل تبرع كبير من مكتب البريد في العام السابق. اعتبارًا من عام 2018، أصبح دانيال بياتزا هو الأمين.

## المجموعات ذات الصلة
تملك الولايات المتحدة مجموعة طوابع أخرى - مجموعة الطوابع البريدية للمدير العام للبريد، والتي تتألف من طوابع الولايات المتحدة وإثباتات الطوابع - والتي تأسست في ستينيات القرن التاسع عشر وتديرها خدمة البريد في الولايات المتحدة لأغراض الأرشفة وحفظ السجلات.